# Liste der Monuments historiques in Crespin (Nord)
Die Liste der Monuments historiques in Crespin (Nord) führt die Monuments historiques in der französischen Gemeinde Crespin auf.

## Liste der Bauwerke
| Bezeichnung                     | Beschreibung | Standort             | Kennzeichnung | Schutzstatus | Datum | Bild |
| ------------------------------- | ------------ | -------------------- | ------------- | ------------ | ----- | ---- |
| Ruinen des Benediktinerklosters |              | Rue du Moulin (Lage) | PA00107910    | Inscrit      | 1990  |      |

## Liste der Objekte

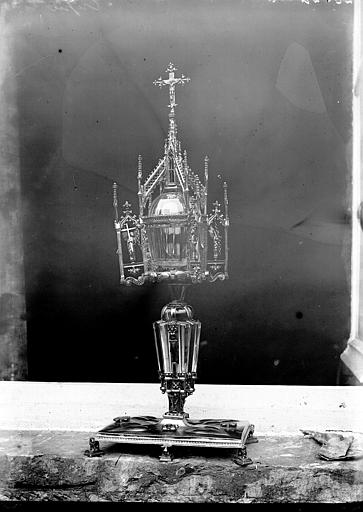
Monstranzreliquiar (15. Jahrhundert) in der Kirche St-Landelin

- Monuments historiques (Objekte) in Crespin (Nord) in der Base Palissy des französischen Kultusministeriums